# Saga der Sieben Sonnen
Saga der Sieben Sonnen (engl. Originaltitel: Saga of Seven Suns) ist ein von 2002 bis 2008 in sieben Bänden erschienenes Science-Fiction-Epos von Kevin J. Anderson.

## Inhalt
Die Ursprungsidee geht davon aus, dass die Menschheit im Jahre 2100 mittels elf Generationenschiffen aufbricht, die Galaxie zu besiedeln. Nach jahrhundertelanger Reise wird eines der Schiffe von einem außerirdischen Volk namens Ildiraner entdeckt und gerettet (2244). Die Ildiraner verfügen über einen Antrieb, der intergalaktische Reisen zeitnah ermöglicht. Diese Technologie wird den geretteten Menschen zur Verfügung gestellt, die den Antrieb effizienter machen und dazu nutzen, zur Erde zurückzukehren und in weiterer Folge den gesamten Spiralarm der Milchstraße kolonisieren.
Die eigentliche Handlung beginnt mit der Zündung der Klikiss-Fackel im Jahr 2427. Die Klikiss waren eine insektoide Rasse, die vor 10.000 Jahren ausstarb. Zwei Xeno-Archäologen entdecken in den Ruinen ihrer Städte die Pläne für die Klikiss-Fackel, mit der man Gasriesen entzünden und zu Sonnen umformen kann. Eine solche Fackel wird nachgebaut und an einem entfernten Gasriesen getestet. Bei dieser nuklearen Zündung eines Gasriesen sollen vier Monde für Menschen bewohnbar gemacht werden. Doch in den Tiefen nahezu aller Gasriesen der Galaxis lebt das mächtige Volk der Hydroger, die den Menschen haushoch überlegen sind. Durch den Verlust von Millionen ihrer Artgenossen werden die Hydroger aufgeschreckt und verlassen ihre Gasriesen, um mit fast allen Lebewesen außerhalb ihrer Heimatwelten Krieg zu führen. Nur die Klikissroboter, erbaut und übrig geblieben von den Klikiss, scheinen mit den Hydrogern verbündet zu sein. In den weiteren Teilen erfährt man, dass die Klikiss-Roboter ihre Schöpfer vor über 10.000 Jahren ausgelöscht zu haben scheinen und nun versuchen, die Roboter der Menschen aus der „Sklaverei“ zu befreien. Durch Experimente mit Menschen versuchen die Ildiraner im Geheimen eine Verbindung der beiden Völker zu erreichen, in der Hoffnung, dass diese Wesen dann mit den sonst unnahbaren Hydrogern kommunizieren können und einen dauerhaften Frieden schließen.
Die Hanse – der Verbund der meisten der von Menschen besiedelten Planeten – versucht die Menschheit wieder zu vereinen, setzt dabei aber zweifelhafte Mittel ein und so kommt es zum Krieg gegen die Roamer (menschliche Weltraumnomaden), die militärisch zwar keine Chance haben, aber durch ihre guten Verstecke teilweise unauffindbar sind. Anstatt gegen den wirklichen Feind zu kämpfen, schwächen sich die Menschen gegenseitig. Zugleich versuchen die Hydroger und Klikiss-Roboter, die Ildiraner zu einem Bündnis gegen die Menschen zu zwingen, worauf diese auch eingehen.
Einem Bündnis aus freien Menschen, Ildiranern (welche den Hydrogern wie heimlich geplant in den Rücken fallen und ihr Bündnis mit den Menschen damit halten) sowie den Wasserwesen „Wentals“ und lebenden Bäumen, „Verdani“ genannt, gelingt es die Hydroger zurückzuschlagen, die sich auch noch in einem Zweifrontenkriege gegen die „Faeros“ genannten Feuerwesen befinden. Doch tauchen zu jener Zeit die Klikiss wieder auf. Dem Ildiranischen Reich droht die Spaltung und der Bürgerkrieg der Hanse gegen ihre eigenen Kolonien weitet sich aus, nachdem sich der König der Hanse, Peter, und der Vorsitzende Basil Wenzeslas unrettbar zerstreiten und der König flieht. Wenzeslas hatte den König ursprünglich nur als Strohmann installiert, doch dieser hatte Gefahren schneller erkannt und damit den Unwillen des Vorsitzenden erregt. Auf dem Waldplaneten 'Theroc', gleichzeitig auch Heimat der Verdani, erklärt Peter die Gründung einer freien Konföderation und versucht die Erde damit zu isolieren. Die Roamer schließen sich dieser Konföderation an und errichten ein erstes freies Handelsnetz.

## Form und Stil
Die Bücher sind in kurze Kapitel von nur wenigen Seiten unterteilt, die jeweils nach einer der vielen handelnden Personen benannt sind. In jedem Kapitel wird die Handlung rund um die benannte Person weitererzählt. Dabei besteht die gesamte Saga aus einer großen Anzahl von Handlungssträngen, die mehr oder weniger mit der Haupthandlung zu tun haben. Die vier Haupthandlungsstränge beschäftigen sich mit der Hanse und ihren Kolonien, den Roamern, dem Weltwald von Theroc und dem ildiranischen Reich.
In seinem Stil hält sich Anderson kurz und bündig, beschreibt die großen Zusammenhänge und folgt den wichtigen Handlungssträngen.

## Bände
Die in Deutsch bzw. Englisch erschienenen Bände sind:
| Band Nr. | Deutsch                                       | Englisch                                     | Anmerkung |
| -------- | --------------------------------------------- | -------------------------------------------- | --------- |
| 1        | Das Imperium (ISBN 3-453-87047-6)             | Hidden Empire (ISBN 0-446-61678-8)           |           |
| 2        | Der Sternenwald (ISBN 3-453-87538-9)          | A Forest of Stars (ISBN 0-446-61058-5)       |           |
| 3        | Sonnenstürme (ISBN 3-453-52020-3)             | Horizon Storms (ISBN 0-446-61059-3)          |           |
| 4        | Gefallene Sonnen (ISBN 3-453-52187-0)         | Scattered Suns (ISBN 0-446-57717-0)          |           |
| 5        | Von Feuer und Nacht (ISBN 3-453-52273-7)      | Of Fire and Night (ISBN 0-7432-7542-X)       |           |
| 6        | Der Metallschwarm (ISBN 978-3-453-52506-1)    | Metal Swarm (UK: ISBN 978-0-7432-7543-9)     |           |
| 7        | Die Asche der Welten (ISBN 978-3-453-52536-8) | The Ashes of Worlds (ISBN 978-0-316-00757-3) |           |